# Strekking (geologie)
De strekking van een geologische laag (zoals een geologische formatie) of lineament (zoals een geologische breuk) is de hoek tussen het noorden en de snijlijn met het horizontale vlak. De strekking kan, afhankelijk van de notatiemethode variëren van 0 tot 180 of van 0 tot 360. Een laag met een strekking van 90 is oost-west georiënteerd en kan afhankelijk van de hellingsrichting naar het noorden of het zuiden hellen.